# 라이브 라인
"라이브 라인"(Live Line)은 한국에서 제작된 박승희 감독의 2002년 영화이다. 변유정 등이 주연으로 출연하였다.

## 출연
- 변유정
- 김현동